# Veniliornis
Veniliornis es un género de aves piciformes perteneciente a la familia Picidae que agrupa a especies nativas del Neotrópico donde se distribuyen desde el suroeste de Costa Rica a través de América Central y del Sur hasta el sur de Argentina y Chile. A sus miembros se les conoce por el nombre popular de carpinteros.

## Etimología
El nombre genérico masculino «Veniliornis» es una combinación del género Venilia Bonaparte, 1850 (sinónimo de Picus) —en la mitología romana, Venilia es la madre de Canente, una ninfa hermosa y de voz dulce, esposa de Pico, que fue metamorfoseado en un pájaro carpintero, y después de consumirse de cansancio buscándolo, se transformó en una voz desencarnada— y de la palabra del griego «ornis» que significa ‘pájaro’.

## Características
Los carpinteros de este género son de tamaño pequeño, midiendo entre 14 y 19 cm de longitud. En su mayoría con las partes superiores oliva e inferiores barradas de color más claro. Son parecidos a los carpinteros del género Piculus, pero con pico y cola más cortos.

## Lista de especies
Según las clasificaciones del Congreso Ornitológico Internacional (IOC) y Clements Checklist, el género agrupa a las siguientes especies con el respectivo nombre popular de acuerdo con la Sociedad Española de Ornitología (SEO):
- Veniliornis callonotus (Waterhouse), 1841 - carpintero escarlata;
- Veniliornis dignus (P.L. Sclater & Salvin), 1877 - carpintero ventriamarillo;
- Veniliornis nigriceps (Orbigny), 1840 - carpintero ventribarrado;
- Veniliornis passerinus (Linnaeus), 1766 - carpintero chico;
- Veniliornis frontalis (Cabanis), 1883 - carpintero de las Yungas;
- Veniliornis spilogaster (Wagler), 1827 - carpintero manchado;
- Veniliornis mixtus (Boddaert), 1783 - carpintero bataraz chico;[9]
- Veniliornis lignarius (Molina), 1782 - carpintero bataraz grande;[10]
- Veniliornis sanguineus (A.A.H. Lichtenstein), 1793 - carpintero sanguíneo;
- Veniliornis kirkii (Malherbe), 1845 - carpintero culirrojo;
- Veniliornis affinis (Swainson), 1821 - carpintero teñido;
- Veniliornis chocoensis Todd, 1919 - carpintero del Chocó;
- Veniliornis cassini (Malherbe), 1862 - carpintero cebra;
- Veniliornis maculifrons (Spix), 1824 - carpintero orejigualdo.

## Taxonomía
De acuerdo con la propuesta aprobada N° 262 al Comité de Clasificación de Sudamérica (SACC) con base en estudios de filogenia de ADN mitocondrial del género Veniliornis y géneros parientes conducidos por Moore et al. (2006), las especies antes denominadas Picoides mixtus y Picoides lignarius fueron transferidas al presente; y la anterior Veniliornis fumigatus a Picoides, bajo el nombre Picoides fumigatus.